# میتنس آکویفولیا
میتنس آکویفولیا (نام علمی: Maytenus aquifolia) نام یک گونه از تیره گوشوارکیان است.